# روبرت هوارد رايت
روبرت هوارد رايت هو سياسي كندي، ولد في 1865.